# Neanastatus desertensis
Neanastatus desertensis är en stekelart som beskrevs av Girault 1915. Neanastatus desertensis ingår i släktet Neanastatus och familjen hoppglanssteklar. Inga underarter finns listade i Catalogue of Life.